# Telecomunicaciones en la República Dominicana
Las telecomunicaciones en la República Dominicana incluyen radio, televisión, telefonía fija y móvil, e Internet.
Cuenta con casi 44 canales televisión disponibles y 98 empresas de cable. Altice TV, WIND Telecom, S.A., Viva (operador de red), y Claro proporcionan servicios televisivos digitalmente, con canales de Latinoamérica y en otros lugares del mundo. Hay amplios servicios de telefonía móvil y línea fija. El acceso a internet está disponible como Internet por Cable, ADSL, WiMAX, EDGE, EV-DO y UMTS/HSDPA en la mayor parte del país. En Santo Domingo, se ha llevado a cabo proyectos para ampliar los puntos de acceso Wi-Fi (internet inalámbrico).  Desde 2015, el país ha estado extendiendo activamente su red de fibra óptica para brindar Internet más rápido y confiable a empresas y usuarios privados.
El Instituto Dominicano de las Telecomunicaciones (INDOTEL) regula y supervisa el desarrollo del mercado de telecomunicaciones del país.

## Radio y televisión
- Estaciones radiofónicas: AM 146, FM 233[3], shortwave 14 (2013). Una combinación de estaciones de radio estatales y privadas con más de 300 estaciones de radio en funcionamiento (2007).[4]
- Radios: 1.44 millones (1997).[actualizar]
- Estaciones de televisión: 46 (2012). Una combinación de medios de difusión de propiedad estatal y privada; 1 de propiedad estatal y varias cadenas de televisión privadas; las redes operan repetidores para extender las señales en todo el país (2007).[4]
- TV paga: 49,010 suscriptores (2010).
- Aparatos de televisión: 770,000 (1997).[actualizar]

La televisión por cable en la República Dominicana es proporcionada por una variedad de empresas. Estas empresas ofrecen televisión en inglés y español, además de una variedad de canales en otros idiomas, canales de alta definición, películas y eventos de pago por visión, paquetes deportivos, canales de películas prémium y canales para adultos como HBO, Playboy TV, Cinecanal, MLB Extra Innings, etc. Los canales no solo son de la República Dominicana, sino también de Estados Unidos y Europa.
En la República Dominicana existen 46 canales abiertos en canales VHF y UHF. La programación de los canales gratuitos consiste principalmente en programas de entretenimiento, noticias y comedias de producción local; y comedias extranjeras, telenovelas, películas, dibujos animados y programas deportivos.
El principal proveedor de servicios en la República Dominicana es Claro. Hay nuevas empresas que utilizan nuevas tecnologías que se están expandiendo rápidamente como Claro TV (IPTV y TV Satelital), Wind Telecom (MMDS) y SKY (TV Satelital).
El día de las elecciones en mayo de 2012, los reguladores de transmisión del gobierno sacaron del aire dos canales populares de televisión nacional (11 y 33) con el argumento de que violaban una ley electoral que prohibía la distribución de encuestas a boca de urna u otra información no oficial sobre los resultados finales del proceso electoral. Ambos canales fueron cerrados en la tarde del 20 de mayo y reabiertos a la mañana siguiente.

## Teléfonos
- Códigos de área: 809, 829, y 849.[4]
- Prefijo de llamada internacional: +1[7]
- Líneas fijas: 1.0 millones de líneas en uso, 73.º en el mundo (2012).[4]
- Teledensidad de línea fija: 10 por 100 personas (2011).[4]
- Móvil celular: 9.0 millones de líneas (2012).[4]
- Teledensidad celular móvil: 90 por 100 personas (2011).[4]
- VoIP: 45,328 líneas (2012).
- Sistema doméstico: Sistema relativemente eficiente basado en una red de radioenlaces de microondas en toda la isla (2011)[4] y líneas de fibra óptica que cubren muchas de las principales ciudades.
- Cables de comunicaciones: Punto de aterrizaje para el Sistema del Anillo del Caribe de la Región de las Américas (ARCOS-1), ANTILLAS I y los cables submarinos Fibralink que brindan enlaces a América del Sur y Central, partes del Caribe y los, y el Fibralink cables de submarino que proporciona enlaces a Del sur y América Central, partes del Caribe, y los EE. UU. (2011).[4]
- Estación terrena de satélite: 1, Intelsat (Océano Atlántico) (2011) (2011).[4]

## Internet
- Dominio de nivel superior: .do[4]
- Usuarios de internet: 4.5 millones de usuarios, 62.º en el mundo; 45.0% de la población, 98.º en el mundo (2012).[8][9]
- Banda ancha fija: 446,420 suscripciones, 72.º en el mundo; 4.4% de la población, 108.º en el mundo (2012).[8][10]
- Banda ancha inalámbrica:  1.6 millones de suscripciones, 65.º en el mundo; 15.4% de la población, 80.º en el mundo (2012).[11]
- Hosts de Internet: 404,500 anfitriones, 55.º en el mundo (2012).[4]
- IPv4: 857,600 direcciones destinaron, menos de 0.05% del total mundial, 85 direcciones por 1000 personas (2012).[12]
- Proveedores de servicio del internet (ISP): 8: Claro (Fibra, ADSL e inalámbrico), Altice (Fibra, WiMAX, ADSL, y Cable), Aster (CABLE), VIVA (inalámbrico), ONEMAX (Fibra GPON, Inalámbrico PTP, Centro de Dato), Wind Telecom (WiMAX) (2008).

### Acceso de Internet de banda ancha
La República Dominicana es considerado uno de los países con infraestructura de telecomunicaciones más avanzada de América Latina, con más de 8,9 millones de teléfonos celulares conectados (en apenas unos 10 millones de habitantes, de los cuales 3,5 millones en condiciones de pobreza extrema) y grandes empresas como Claro y Altice (FR) en el mercado de las telecomunicaciones. El acceso a Internet de banda ancha está creciendo, con más de 622.931 cuentas de Internet a nivel mundial y 3.851.278 usuarios de Internet a diciembre de 2010 según INDOTEL (Instituto de Telecomunicaciones de RD). El DSL de banda ancha representa alrededor del 56% del total de suscriptores de Internet. Hay acceso a ADSL regular, G.SHDSL y servicios solo en áreas metropolitanas, los costos son altos y el servicio es decente. Un par de compañías de cable ofrecen Internet por cable a costos más bajos que ADSL, pero el servicio es muy deficiente y poco confiable. WiFi es cada vez más común. Está disponible en algunas universidades. La mayoría de los hoteles también ofrecen internet wi-fi. La implementación de la tecnología WiMAX y HSPA por parte de algunos de los proveedores de servicios de telefonía celular está dando como resultado la rápida inversión de otros proveedores en el mercado para adaptarse a la nueva y más rápida plataforma de servicios. Los usuarios de banda ancha móvil han visto crecer su porcentaje desde el 14% en 2007 hasta el 39% en 2010, y seguirá creciendo a medida que más y más usuarios opten por este tipo de tecnología en un país donde las velocidades de Banda Ancha Doméstica son más caras y Más lento. Asimismo, la instalación en curso de una estructura de red de Fibra Óptica en el Distrito Nacional y la Ciudad de Santiago (la segunda más grande del país) obligará a otros competidores a actualizar la suya para poder competir en los mercados que ahora lideran.

### Precios
A partir de octubre de 2018, sin incluir impuestos.
Clave: DOP: peso dominicano, USD: dólar estadounidense. Tipo de cambio ($50 DOP : $1 USD)
Preciosacceso a Internet en el hogar (por ISP)
La siguiente tabla muestra las velocidades/precios* disponibles y diseñados para uso doméstico.
| Velocidades de descarga | Claro República Dominicana | Altice Dominicana S.A.  | WIND Telecom, S.A.      | Viva (Operador de red) |
| ----------------------- | -------------------------- | ----------------------- | ----------------------- | ---------------------- |
| 1 Mbit/s                | –                          | –                       | $790 DOP ($15.80 USD)   | –                      |
| 2 Mbit/s                | $750 DOP ($15 USD)         | –                       | $990 DOP ($19.80 USD)   | –                      |
| 3 Mbit/s                | $895 DOP ($17.90 USD)      | $890 DOP ($17.80 USD)   | $1,290 DOP ($25.80 USD) | $699 DOP ($13.98 USD)  |
| 5 Mbit/s                | $1,045 DOP ($20.90 USD)    | $1,049 DOP ($20.98 USD) | $1,490 DOP ($29.80 USD) | $899 DOP ($17.98 USD)  |
| 10 Mbit/s               | $1,345 DOP ($26.90 USD)    | –                       | –                       | –                      |
| 15 Mbit/s               | –                          | $1,499 DOP ($29.98 USD) | –                       | –                      |
| 20 Mbit/s               | $1,595 DOP ($34.67 USD)    | –                       | –                       | –                      |
| 30 Mbit/s               | –                          | $1,949 DOP ($38.98 USD) | –                       | –                      |
| 40 Mbit/s               | $1,945 DOP ($38.90 USD)    | –                       | –                       | –                      |
| 100 Mbit/s              | $2,645 DOP ($52.90 USD)    | $2,799 DOP ($55.98 USD) | –                       | –                      |

*Nota: Los precios y velocidades están sujetos a cambios ya que Altice, Claro y Wind tienen planes múltiples (Dos o Tres servicios combinados), esos planes tienen descuento en todos los servicios. Hasta un 25% de descuento por servicios combinados.
Precios: banda ancha móvil (por ISP)
Actualmente, el mercado de internet móvil se rige por tres aspectos:
1. La primera se basa en un contrato donde te otorgan una cierta cantidad de datos (MB/GB) al mes, después de haber consumido los datos puedes seguir navegando a 512 kbit/s.
2. La segunda opción es un ingreso mensual (postpago) por la adquisición de un paquete de velocidad con "datos ilimitados" (sujeto a políticas de uso justo con navegación ilimitada a 512 kbit/s luego de superar la capacidad mensual).
3. El tercer grupo pertenece a la modalidad prepago, en esta opción el cliente determina la cantidad de días o cantidad de datos que necesita para navegar.

| Límites de datos | Claro (República Dominicana) | Altice Dominicana S.A.  | WIND Telecom, S.A.      |
| ---------------- | ---------------------------- | ----------------------- | ----------------------- |
| 5MB              | $115 DOP ($2.30 USD)         | –                       | –                       |
| 50MB             | $175 DOP ($3.50 USD)         | –                       | –                       |
| 250MB            | $295 DOP ($5.90 USD)         | –                       | –                       |
| 2GB              | $395 DOP ($7.90 USD)         | –                       | –                       |
| 5GB              | $695 DOP ($13.90 USD)        | $790 DOP ($15.80 USD)   | $590 DOP ($11.80 USD)   |
| 10GB             | $995 DOP ($19.90 USD)        | $999 DOP ($19.98 USD)   | –                       |
| 15GB             | $1,195 DOP ($23.90 USD)      | $1,199 DOP ($23.98 USD) | $790 DOP ($15.80 USD)   |
| 20GB             | $1,495 DOP ($29.89 USD)      | $1,499 DOP ($29.97 USD) | –                       |
| 25GB             | $1,795 DOP ($35.89 USD)      | $1,799 DOP ($35.97 USD) | $990 DOP ($19.80 USD)   |
| 40GB             | –                            | –                       | $1,490 DOP ($29.79 USD) |
| 50GB             | $3,895 DOP ($77.88 USD)      | $3,590 DOP ($71.79 USD) | –                       |
| 60GB             | –                            | –                       | $1,690 DOP ($33.79 USD) |

| Velocidades de pospago | Altice Dominicana S.A.  | WIND Telecom, S.A.      |
| ---------------------- | ----------------------- | ----------------------- |
| 1 Mbit/s               | $799 DOP ($15.80 USD)   | $790 DOP ($15.80 USD)   |
| 2 Mbit/s               | –                       | $990 DOP ($19.80 USD)   |
| 3 Mbit/s               | $999 DOP ($19.98 USD)   | $1,290 DOP ($25.79 USD) |
| 5 Mbit/s               | $1,499 DOP ($29.97 USD) | $1,490 DOP ($29.79 USD) |
| 10 Mbit/s              | $1,999 DOP ($39.97 USD) | –                       |

| Navegación Prepago     | Días                | Días                | Días              | Días                | Días              | Días                 | Días                 | Días                  |
| Navegación Prepago     | 1                   | 2                   | 3                 | 4                   | 5                 | 7                    | 10                   | 30                    |
| ---------------------- | ------------------- | ------------------- | ----------------- | ------------------- | ----------------- | -------------------- | -------------------- | --------------------- |
| Viva (Operador de red) | $45 DOP ($0.90 USD) | $75 DOP ($1.50 USD) | –                 | $90 DOP ($1.80 USD) | –                 | $190 DOP ($3.80 USD) | –                    | $995 DOP ($19.90 USD) |
| WIND Telecom, S.A.     | $35 DOP ($0.70 USD) | –                   | $100 DOP ($2 USD) | –                   | $200 DOP ($4 USD) | –                    | $340 DOP ($6.80 USD) | –                     |

### Censura y vigilancia en Internet
No existen restricciones gubernamentales sobre el acceso a Internet o informes creíbles de que el gobierno controle el correo electrónico o las salas de chat de Internet sin supervisión judicial.
La constitución establece la libertad de expresión y de prensa, y el gobierno generalmente respeta estos derechos en la práctica. Una prensa independiente, un poder judicial eficaz y un sistema político democrático que funcione garantizan la libertad de expresión y de prensa. Los medios independientes son activos y expresan una amplia variedad de puntos de vista sin restricciones. Por lo general, las personas y los grupos pueden criticar al gobierno en público y en privado sin represalias, aunque ha habido incidentes en los que las autoridades intimidaron a periodistas u otros profesionales de las noticias. Los periodistas locales se autocensuran, particularmente cuando la cobertura podría afectar negativamente los intereses económicos o políticos de los dueños de los medios. El gobierno niega el uso de escuchas telefónicas no autorizadas u otros métodos subrepticios para interferir en la vida privada de las personas y las familias; sin embargo, los grupos de derechos humanos y los políticos de la oposición alegan que tal interferencia sí ocurre.